# Funkadelic
A Funkadelic 1968-tól 2014-ig tevékenykedett, amerikai funkzenekar volt, melyet a Parliament tagja, George Clinton alapított. Az évek alatt többen megfordultak a zenekarban.
Clinton volt a funk műfajának egyik legnagyobb alakja: ő alapította a Parliament, a Funkadelic és a Parliament-Funkadelic zenekarokat, illetve tagja volt a The Parliaments nevű doo-wop együttesnek is.
1968-ban alakultak a New Jersey állambeli Plainfield-ben, 1982-ben feloszlottak. 2014-ben újból összeálltak egy kis időre, ezt követően végleg feloszlottak.
A Funkadelic harmadik nagylemeze bekerült az 1001 lemez, amelyet hallanod kell, mielőtt meghalsz című könyvbe.

## Diszkográfia
- Funkadelic (1970)
- Free Your Mind... And Your Ass Will Follow (1970)
- Maggot Brain (1971)
- America Eats Its Young (1972)
- Cosmic Slop (1973)
- Standing on the Verge of Getting It On (1974)
- Let's Take It to the Stage (1975)
- Tales of Kidd Funkadelic (1976)
- Hardcore Jollies (1976)
- One Nation Under a Groove (1978)
- Uncle Jam Wants You (1979)
- Connections and Disconnections (1980)
- The Electric Spanking of War Babies (1981)
- By Way of the Drum (2007)
- Toys (2008)
- First Ya Gotta Shake the Gate (2014)